# 福井市明新小学校
福井市明新小学校（ふくいし めいしんしょうがっこう）は、福井県福井市にある公立小学校。

## 学校周辺
- 仁愛女子短期大学
- 福井市中藤小学校
- 福井市灯明寺中学校

## 服装
市内の他の小学校と比べると服装の規制はゆるく、私服登校も可能。但し、指定ジャージの着用を求められることもある。

## 行方不明のタイムカプセル
1981年3月、開校10周年を記念して児童達の手紙などを収めたタイムカプセルが学校敷地内に埋設された。埋設場所には「2001年ここで会いましょう」と書かれた石碑が立てられ、実際に2001年にはカプセルの発掘が行われたが行方不明となっていることが判明。2018年までに都合3回の発掘が試みられたが、いずれも不調に終わった。さらに2019年には、開校50周年式典を見据え、地中レーダー調査や重機による掘削が行われたが、これも不調に終わっている。

## アクセス
- えちぜん鉄道三国芦原線 新田塚駅から約850 m。
- 京福バス 25系統（エンゼルランド線）、28系統（運転者教育センター線）「明新小学校口」停留所下車、約 350 m。